# 費應豫
費應豫（？—？），中國清朝官員，湖南巴陵人。
費應豫於雍正七年己酉選拔內廷教習。後任尤溪縣知縣。乾隆六年（1741年）任台灣府彰化縣知縣。乾隆八年（1743年）署台灣縣知縣。乾隆九年十二月（1744年1月）任滿，署臺灣府糧補海防通判。乾隆十年二月，因參革臺灣知府范昌治案離任。乾隆十三年，擔任龍岩州知州。